# John de Lancie
John de Lancie (* 20. března 1948 Filadelfie, Pensylvánie) je americký herec.
Narodil se v rodině hobojisty Johna de Lancie a jeho manželky Andrey. Jako herec debutoval ve filmu Legacy (1975) a od té doby hrál v mnoha filmech a hostoval či hrál v mnoha seriálech jako jsou Soudkyně Amy, Poldové z Hill Street, Západní křídlo, Closer, Právo v Los Angeles, MacGyver, Čarodějky, To je vražda, napsala, Battlestar Galactica, Dotek anděla, Nulová šance, Tak jde čas, Andromeda či Hvězdná brána.
V 80. a 90. letech hostoval ve sci-fi seriálech ze světa Star Treku jako záhadná a téměř všemocná bytost Q. Objevil se v osmi epizodách seriálu Star Trek: Nová generace, jedné epizodě Star Trek: Stanice Deep Space Nine, třech epizodách Star Trek: Vesmírná loď Voyager, jednom dílu Star Trek: Lower Decks a osmi epizodách Star Trek: Picard.
V roce 2011 daboval v obou částech premiérového dvojdílu 2. řady animovaného seriálu Můj malý Pony: Přátelství je magické draconequuse Discorda, který byl inspirovaný jím ztvárněnou postavou Q ze Star Treku. Jako Discord se v seriálu objevil i v pozdějších řadách, od 3. až po závěrečnou 9.
Se svojí manželkou, herečkou a zpěvačkou Marnie Mosimanovou, má dva syny Keegana a Owena.